# Баскетболист года конференции Northeast
Баскетболист года конференции Northeast (англ. Northeast Conference Men's Basketball Player of the Year) — ежегодная баскетбольная награда, вручаемая по результатам голосования лучшему баскетболисту среди студентов конференции Northeast (NEC), входящей в первый дивизион NCAA. Голосование проводится среди главных тренеров команд, входящих в конференцию, причём свои голоса тренеры подают по окончании регулярного чемпионата, но перед стартом плей-офф, то есть в начале марта, плюс они не могут голосовать за своих собственных игроков. Данная награда была учреждена и впервые вручена Стиву Смиту из Маристского колледжа в сезоне 1982/83 годов.
Конференция официально начала свою деятельность в 1981 году, когда в неё входило одиннадцать команд. Сперва она называлась ECAC Metro Conference (ECACMC), однако 1 августа 1988 года за счёт расширения другими видами спорта получила нынешнее название. С течением времени, при образовании новых университетов, число команд в конференции увеличилось до пятнадцати (на данный момент их десять). В 2008 году в конференцию включили команды Университета Брайанта и Университета Дюкейн, ну а в 2013 году в другие конференции перевели команды Монмутского университета, Квиннипэкского университета и государственного университета Олбани.
Только четыре игрока, Кэри Скарри, Рик Смитс, Чарльз Джонс и Алекс Моралес, получали эту награду два раза. Один раз обладателями этого приза становились три игрока (1984), что бывает очень редко в студенческом баскетболе и один раз два игрока (2023). Чаще других победителями в этой номинации становились игроки Бруклинского кампуса университета Лонг-Айленда (8 раз), университета Роберта Морриса и центрального университета штата Коннектикут (по 6 раз).

## Легенда
|           | Сообладатели награды |
| Игрок (X) | Количество титулов   |

## Победители
| Сезон   | Игрок             | Фото | Университет                                  | Позиция                                                      | Год обучения | Примечания |
| ------- | ----------------- | ---- | -------------------------------------------- | ------------------------------------------------------------ | ------------ | ---------- |
| 1982/83 | Стив Смит         |      | Маристский колледж                           | Атакующий защитник                                           | Четвёртый    |            |
| 1983/84 | Чиппер Харрис     |      | Университет Роберта Морриса                  | Атакующий защитник                                           | Четвёртый    |            |
| 1983/84 | Роберт Джексон    |      | Колледж Святого Фрэнсиса                     | Форвард                                                      | Четвёртый    |            |
| 1983/84 | Кэри Скарри       |      | Бруклинский кампус университета Лонг-Айленда | Лёгкий форвард / Тяжёлый форвард                             | Третий       |            |
| 1984/85 | Кэри Скарри (2)   |      | Бруклинский кампус университета Лонг-Айленда | Лёгкий форвард / Тяжёлый форвард                             | Четвёртый    |            |
| 1985/86 | Терренс Бэйли     |      | Вагнерский колледж                           | Атакующий защитник                                           | Третий       |            |
| 1986/87 | Рик Смитс         |      | Маристский колледж                           | Центровой                                                    | Третий       |            |
| 1987/88 | Рик Смитс (2)     |      | Маристский колледж                           | Центровой                                                    | Четвёртый    |            |
| 1988/89 | Вон Лутон         |      | Университет Роберта Морриса                  | Атакующий защитник / Разыгрывающий защитник                  | Четвёртый    |            |
| 1989/90 | Дези Уилсон       |      | Университет Фэрли Дикинсона                  | Лёгкий форвард / Тяжёлый форвард                             | Третий       |            |
| 1990/91 | Майк Иуццолино    |      | Университет Святого Фрэнсиса                 | Разыгрывающий защитник                                       | Четвёртый    |            |
| 1991/92 | Майрон Уокер      |      | Университет Роберта Морриса                  | Атакующий защитник                                           | Второй       |            |
| 1992/93 | Деррик Субер      |      | Райдерский университет                       | Разыгрывающий защитник                                       | Четвёртый    |            |
| 1993/94 | Изетт Бьюкенен    |      | Маристский колледж                           | Разыгрывающий защитник / Атакующий защитник / Лёгкий форвард | Четвёртый    |            |
| 1994/95 | Джо Гриффин       |      | Бруклинский кампус университета Лонг-Айленда | Лёгкий форвард / Тяжёлый форвард                             | Четвёртый    |            |
| 1995/96 | Крис Макгатри     |      | Университет Маунт-Сент-Мэрис                 | Разыгрывающий защитник                                       | Четвёртый    |            |
| 1996/97 | Чарльз Джонс      |      | Бруклинский кампус университета Лонг-Айленда | Атакующий защитник / Разыгрывающий защитник                  | Третий       |            |
| 1997/98 | Чарльз Джонс (2)  |      | Бруклинский кампус университета Лонг-Айленда | Атакующий защитник / Разыгрывающий защитник                  | Четвёртый    |            |
| 1998/99 | Рэй Майнленд      |      | Колледж Святого Фрэнсиса                     | Разыгрывающий защитник                                       | Четвёртый    |            |
| 1999/00 | Рик Майкенс       |      | Центральный университет штата Коннектикут    | Атакующий защитник                                           | Четвёртый    |            |
| 2000/01 | Рахсаан Джонсон   |      | Монмутский университет                       | Разыгрывающий защитник                                       | Второй       |            |
| 2001/02 | Корсли Эдвардс    |      | Центральный университет штата Коннектикут    | Центровой / Тяжёлый форвард                                  | Четвёртый    |            |
| 2002/03 | Джермейн Холл     |      | Вагнерский колледж                           | Лёгкий форвард                                               | Четвёртый    |            |
| 2003/04 | Рон Робинсон      |      | Центральный университет штата Коннектикут    | Лёгкий форвард / Тяжёлый форвард                             | Четвёртый    | [ 1 ]      |
| 2004/05 | Блэйк Хэмилтон    |      | Монмутский университет                       | Тяжёлый форвард                                              | Четвёртый    | [ 2 ]      |
| 2005/06 | Чэд Тимберлейк    |      | Университет Фэрли Дикинсона                  | Атакующий защитник                                           | Четвёртый    | [ 3 ]      |
| 2006/07 | Хавьер Моджика    |      | Центральный университет штата Коннектикут    | Атакующий защитник / Разыгрывающий защитник                  | Четвёртый    | [ 4 ]      |
| 2007/08 | Тони Ли           |      | Университет Роберта Морриса                  | Разыгрывающий защитник                                       | Четвёртый    | [ 5 ]      |
| 2008/09 | Джереми Чаппелл   |      | Университет Роберта Морриса                  | Лёгкий форвард / Атакующий защитник                          | Четвёртый    | [ 6 ]      |
| 2009/10 | Джастин Ратти     |      | Квиннипэкский университет                    | Тяжёлый форвард                                              | Третий       | [ 7 ]      |
| 2010/11 | Кен Хортон        |      | Центральный университет штата Коннектикут    | Лёгкий форвард                                               | Третий       | [ 8 ]      |
| 2011/12 | Джулиан Бойд      |      | Бруклинский кампус университета Лонг-Айленда | Лёгкий форвард / Тяжёлый форвард                             | Третий       | [ 9 ]      |
| 2012/13 | Джамал Оласевере  |      | Бруклинский кампус университета Лонг-Айленда | Лёгкий форвард / Тяжёлый форвард                             | Четвёртый    | [ 10 ]     |
| 2013/14 | Карвел Андерсон   |      | Университет Роберта Морриса                  | Атакующий защитник                                           | Четвёртый    | [ 11 ]     |
| 2014/15 | Джален Кэннон     |      | Колледж Святого Фрэнсиса                     | Тяжёлый форвард                                              | Четвёртый    | [ 12 ]     |
| 2015/16 | Кейн Брум         |      | Университет Святейшего Сердца                | Атакующий защитник                                           | Второй       | [ 13 ]     |
| 2016/17 | Джером Фринк      |      | Бруклинский кампус университета Лонг-Айленда | Лёгкий форвард / Тяжёлый форвард                             | Четвёртый    | [ 14 ]     |
| 2017/18 | Джуниор Робинсон  |      | Университет Маунт-Сент-Мэрис                 | Разыгрывающий защитник                                       | Четвёртый    | [ 15 ]     |
| 2018/19 | Кит Брэкстон      |      | Университет Святого Фрэнсиса                 | Разыгрывающий защитник / Атакующий защитник                  | Третий       | [ 16 ]     |
| 2019/20 | Айзея Блэкмон     |      | Университет Святого Фрэнсиса                 | Разыгрывающий защитник / Атакующий защитник                  | Четвёртый    | [ 17 ]     |
| 2020/21 | Алекс Моралес     |      | Вагнерский колледж                           | Атакующий защитник                                           | Четвёртый    | [ 18 ]     |
| 2021/22 | Алекс Моралес (2) |      | Вагнерский колледж                           | Атакующий защитник                                           | Пятый        | [ 19 ]     |
| 2022/23 | Джош Коэн         |      | Университет Святого Фрэнсиса                 | Тяжёлый форвард                                              | Третий       | [ 20 ]     |
| 2022/23 | Джордан Минор     |      | Мерримакский колледж                         | Тяжёлый форвард                                              | Четвёртый    | [ 20 ]     |
| 2023/24 | Джордан Деркак    |      | Мерримакский колледж                         | Атакующий защитник                                           | Второй       | [ 21 ]     |
| 2024/25 | Джордан Джонс     |      | Центральный университет штата Коннектикут    | Разыгрывающий защитник                                       | Четвёртый    | [ 22 ]     |